# Peracle diversa
Peracle diversa är en snäckart som beskrevs av di Monterosato 1875. Peracle diversa ingår i släktet Peracle och familjen Peraclididae. Inga underarter finns listade i Catalogue of Life.